# الکس بروس (بازیکن فوتبال، زاده ۱۹۹۸)
الکس بروس (انگلیسی: Alex Bruce؛ زادهٔ ۲۸ اکتبر ۱۹۹۸) بازیکن فوتبال اهل بریتانیا است.